# Skuibacken
Skuibacken är en hoppbacke i Norge. Den ligger i Skui i Bærums kommun i Akershus fylke och var världens största hoppbacke då den byggdes. Backen har K-punkt 110 meter. Intill Skuibacken ligger tre mindre backar, K40, K24 och K12.

## Historia
I Bærum har nordisk skidsport långa traditioner. Redan 1868 tävlades det i backhoppning. En hoppbacke byggdes i Skui och den invigdes med tävling den 18 mars 1928. Första backrekordet, 67,5 meter, sattes i invigningstävlingen. 1938 ombyggdes backen och 14.000 åskådare kom för att se nyöppningen. Backen moderniserades 1950 då norska mästerskapen arrangerades i backen. på 1950-talet fanns planer att bygga en skidflygningsbacke i Skui, men stora backen ombyggdes i stället. Dagens utseende fick den efter en ombyggnad 1962. Under invigningen av den nya backen 24 mars 1993 kom 12.000 åskådare.
I Skuibacken arrangerades det Norska mästerskap åren 1965, 1968, 1971, 1975, 1979, 1985 och 1991. År 1981 installerades det elljus, vilket medförde att backen kunde arrangera världscuptävlingar 1981 och 1983. Totalt har det hållits ca 60 tävlingar i backen, med ett totalt åskådarantal på ca 450 000 åskådare.

## Backrekord
Backrekordet är på 122 meter, satt i sista tävlingen i Skuibacken 1996 av Pål Hansen. Publikrekordet på 30 000 åskådare sattes under Norska mästerskapet (NM) den 26 februari 1950.

## Viktiga tävlingar
| Datum        | Vinnare                 | Andra plats             | Tredje plats        | Tävling   |
| ------------ | ----------------------- | ----------------------- | ------------------- | --------- |
| 17 mars 1981 | Horst Bulau, Kanada     | Armin Kogler, Österrike | Roger Ruud, Norge   | Världscup |
| 13 mars 1983 | Armin Kogler, Österrike | Olav Hansson, Norge     | Horst Bulau, Kanada | Världscup |

## Framtiden
År 1990 drog Internationella Skidförbundet in tillståndet för Skuibacken att hålla världscuptävlingar på grund av utdaterad backprofil, och några år senare beslutades det att backen skulle rivas. Föreningen Skuibakkens Venner som bildades 2007 arbetar emellertid för att bevara backen, och får ekonomiskt stöd av Bærums kommun. Den 2 december 2008 meddelade Riksantikvaren att man önskar bevara backen på grund av dess roll i norsk hoppsport.